# Westliche Karwendelspitze
Westliche Karwendelspitze är en bergstopp på gränsen mellan Tyskland och  Österrike. Toppen på Westliche Karwendelspitze är 2 385 meter över havet, eller 368 meter över den omgivande terrängen. Bredden vid basen är 3,8 km.
Terrängen runt Westliche Karwendelspitze är huvudsakligen bergig, men åt nordväst är den kuperad. Runt Westliche Karwendelspitze är det tätbefolkat, med 530 invånare per kvadratkilometer.. Närmaste större samhälle är Innsbruck, 19,9 km söder om Westliche Karwendelspitze. 
I omgivningarna runt Westliche Karwendelspitze växer i huvudsak barrskog.